# Алмазна
Алма́зна (МФА: [ɐɫˈmaznɐ] ( прослухати); до 1878 року — Ізю́м) — місто в Україні, у  Кадіївській міській громаді Алчевського району Луганської області. З 2014 року перебуває на тимчасово окупованій території України.

## Географія
Місто Алмазна розташоване за 65 км від Луганська, фізична відстань до Києва — 597,9 км. На східній околиці міста бере початок річка Комишуваха, на відстані 1 км на захід від міста протікає річка Ломуватка. За 2 км від міста знаходиться залізнична станція Стаханів (раніше — Алмазна).
Сусідні населені пункти:

## Історія
За часів кріпосного права, до 1861 року, поміщик Стебельський придбав в районах нинішніх Калинове, Ірміно, Петро-Голенищівки, Кадіївки, Бугаївки і Алмазної велику ділянку ніким не обробленою землею і переїхав сюди зі своїми кріпаками з Ізюму Харківської губернії. Один з хуторів назвав Беззаботівкою.
Життя переселенців у Беззаботівці чимось нагадувало їм життя в Ізюмі, і вони на противагу поміщицькому назвою дали своє — Ізюмчик. Ця назва хутора відразу увійшла в повсякденний побут, а панська назва поступово забулася.
З 1870 року населений пункт відомий як село Ізюм, який утворений довкола колишнього доменного заводу (нині — демонтований).
У грудні 1878 року побудована й відкрита для руху поїздів дільниця залізниці Дебальцеве — Попасна. У 1895 році залізнична станція перейменована в Алмазну.

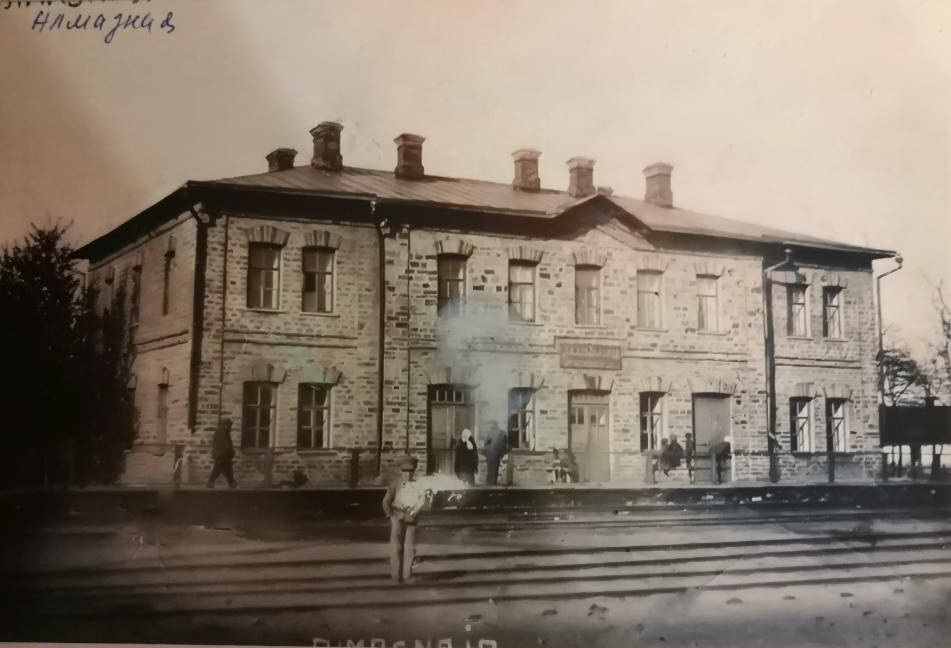
Вокзал станції Алмазна (1900)

15 січня 1898 року Алмазне кам'яновугільне товариство розпочало будівництва металургійного заводу. Влітку була задута перша доменна піч, руда для якої надходила з Кривого Рогу. У січні 1900 року була задута друга доменна піч.
1905 року побудована нова будівля залізничного вокзалу, яка існує і понині. При станції було однокласне училище на 4 відділення, де навчалося 70 учнів.
1905 року Алмазнянський металургійний завод ввів в дію третю доменну піч.
У 1910-х роках Алмазнянський металургійний завод ПРДМТ (Південно-Російське Дніпровське металургійне товариство) виробляв чавун переробний: бесемерівський і мартенівський, ливарний (червоний і шотландський) і чавуни спеціальні: дзеркальний, феромарганець і феросиліцій, а також виливки чавунні і мідні. Перше місце по навантаженню вугілля на лінії Дебальцеве — Попасна займала станція Алмазна, яка щорічно навантажувала близько 1,6 млн тон вугілля — більше будь-якої станції на Донбасі.
Наприкінці першої п'ятирічки АМЗ (Алмазнянський металургійний завод) виробляв 43 800 тонн чавуну на рік.
Наприкінці 1930-х років тривало будівництво трамвайної лінії Кадіївка — Алмазна. З Кадіївкою було сполучене трамвайною лінією (трамвайна мережа закрита у 2008 році). 
1959 року в степ під Алмазною прийшли будівельники тресту «Комунарськбуд», щоб звести завод феросплавів (нині — Стахановський завод феросплавів).
31 березня 1962 року зміна начальника Ю. В. Гриценюка ввела в експлуатацію доменну піч № 1, а вже 10 квітня була видана перша плавка феросиліцію.
З 1977 року Алмазна отримала статус міста.
У липні 1991 року трамвайна лінія демонтована до Алмазної через аварійність залізничного віадуку, замість неї була відкрита тролейбусна система, яка з 2011 року припинила існування, а незабаром остаточно демонтована.
12 червня 2020 року, відповідно до розпорядження Кабінету Міністрів України № 717-р «Про визначення адміністративних центрів та затвердження територій територіальних громад Луганської області», місто увійшло до складу Кадіївської міської громади.

## Органи влади
Місцеві органи влади представлені Алмазнянською міською радою, яка входить до складу Кадіївської міської громади Луганської області.
Міський голова — Шумілін Віктор Михайлович (2007). До міської ради входить 20 депутатів.

## Населення
Згідно з переписом населення 2001 року у Алмазній проживала 5061 особа.
| 1923 | 1926 | 1939 | 1959  | 1979 | 1989 | 1992 | 2001 | 2006 | 2011 | 2012 |
| ---- | ---- | ---- | ----- | ---- | ---- | ---- | ---- | ---- | ---- | ---- |
| 1766 | 2977 | 8899 | 10685 | 9747 | 7487 | 7100 | 5061 | 4620 | 4384 | 4363 |

### Мова
Розподіл населення за рідною мовою за даними перепису 2001 року:
| Мова       | Відсоток |
| ---------- | -------- |
| українська | 38,67 %  |
| російська  | 60,98 %  |
| білоруська | 0,04 %   |
| вірменська | 0,04 %   |
| грецька    | 0,04 %   |
| молдовська | 0,04 %   |

## Промисловість
Промислові підприємства:
- ВАТ «Стахановський (з 1962 року — Алмазнянський) завод феросплавів»
- Шлакоблочний завод.
- ВАТ «Алмазнянський металургійний завод» (1898—2001)
- Стахановський цегельний завод — реконструйований у 2008 році (колишній Алмазнянський завод залізобетонних шпал)
- ПУ ТОВ «Екологічна ініціатива». Цех з виробництва тротуарної плитки.

Інші об'єкти інфраструктури:
- АТП № 4
- Стадіон «Атлант».

## Залізниця
Залізничні станції: Стаханів (раніше — Ізюм, Алмазна, Кадіївка), Картанаш, Максимівка, Володимирівка, Сталь Донецької залізниці, а також вагонне депо, ПТО на станції Стаханів.

## Міський транспорт
В місті діють автобусні маршрути № 102, 102А, 102Б, 102В, 107, 108.
З 1939 по липень 1991 роки існувало трамвайне сполучення, з 1992 по 2008 роки — тролейбусне сполучення з Кадіївкою.

## Відома особа
Уродженець:
- Михайличенко Іван Харлампійович — двічі Герой Радянського Союзу.